# HEART of GOLD
「HEART of GOLD」（ハート オブ ゴールド）は、EXILEの16枚目のシングル。2004年8月18日にrhythm zoneから発売。

## 概要
前作「real world」から2カ月ぶりのシングル。EXILES名義の企画アルバム『HEART of GOLD 〜STREET FUTURE OPERA BEAT POPS〜』からの先行シングル。
ミュージックビデオには女優の水川あさみが出演。
カップリング曲はメンバーのUSA、MAKIDAIが兼任するグループRATHER UNIQUEの曲を収録。

## 収録曲
1. HEART of GOLD [5:35]
作詞：永山耕三 / 作曲：山口寛雄 / 編曲：河野圭
  - 舞台『HEART of GOLD 〜STREET FUTURE OPERA BEAT POPS〜』テーマソング
2. Good Dayz [4:19] - RATHER UNIQUE
作詞：MAKIDAI & USA & SOHJIN & MICHICO / 作曲：T.Kura & MICHICO / 編曲：MICHICO
3. HEART of GOLD（instrumental）
4. Good Dayz（instrumental）

## 収録アルバム
HEART of GOLD
- HEART of GOLD 〜STREET FUTURE OPERA BEAT POPS〜 / EXILES
- PERFECT BEST / EXILE - SINGLE BEST

Good Dayz
- R.U Party / RATHER UNIQUE